# نينو بورساري
نينو بورساري (بالإيطالية: Nino Borsari)‏ مواليد 14 ديسمبر 1911 في كافيتسو، إيطاليا - الوفاة 31 مارس 1996 في فيكتوريا، أستراليا، كان دراج إيطالي. سبق أن شارك في دورة الألعاب الأولمبية الصيفية وفاز بميدالية أولمبية.

## الميداليات
| الميدالية | المسابقة                       |
| --------- | ------------------------------ |
| ذهبية     | الألعاب الأولمبية الصيفية 1932 |

## روابط خارجية
- نينو بورساري على موقع أرشيف الدراجات (الإنجليزية)
- نينو بورساري على موقع إحصائيات الدراجات الإحترافية (الإنجليزية)
- نينو بورساري على موقع CycleBase (الإنجليزية)
- نينو بورساري على موقع أوليمبيديا (الإنجليزية)
- نينو بورساري على موقع اللجنة الأولمبية الإيطالية (الإيطالية)